# Vallecito
Vallecito es una localidad ubicada al este de la provincia de San Juan, casi al centro sur del Departamento Caucete, Argentina.
Es reconocida por el Oratorio de la Difunta Correa, el cual es muy visitado.
Se accede al pueblo por la Ruta Nacional 141.

## Población
Vallecito cuenta con 347 habitantes (Indec, 2001), lo que representa un incremento del 18,4% frente a los 293 habitantes (Indec, 1991) del censo anterior.

## Difunta Correa

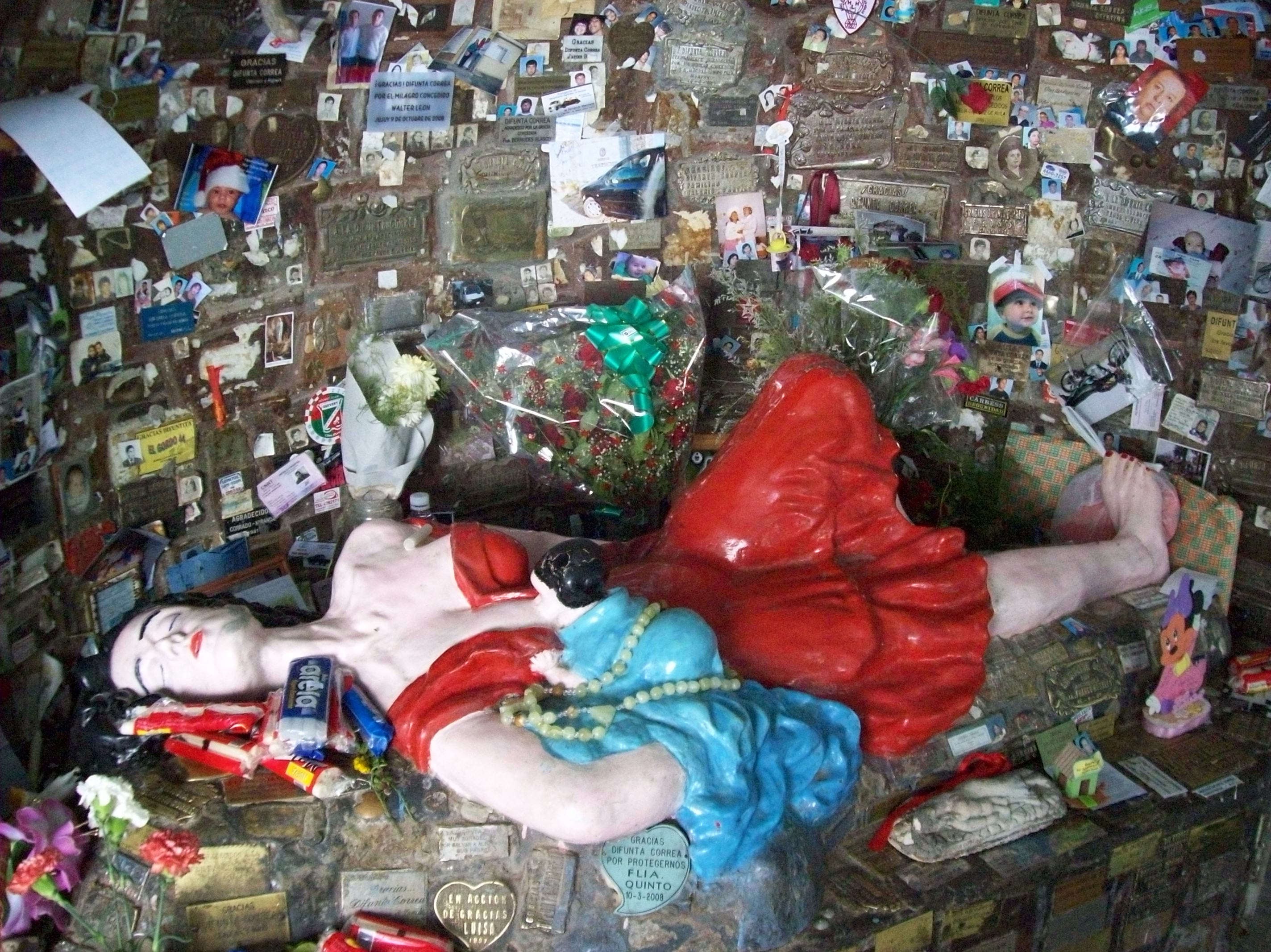
Estatua de la Difunta Correa.

La localidad concentra una gran cantidad de turismo debido a la tumba de la Difunta Correa.
Desde la década de 1940 se encuentra su santuario en esta localidad. Originariamente era apenas una cruz situada en lo alto de un cerro y actualmente existen varias capillas (17 en 2005), repletas de ofrendas.
Las visitas al santuario se producen durante todo el año, pero son más frecuentes en Semana Santa, el día de las Ánimas (2 de noviembre) y las fiestas de los camioneros y los gauchos (sin fecha fija, pero siempre en verano). En las épocas de mayor afluencia se pueden concentrar hasta a doscientas mil personas; el promedio (año 2005) de los que peregrinan al santuario de la "Difunta Correa" en Vallecito es de 1.000.000 de personas al año.

## Terremoto de Caucete 1977
El 23 de noviembre de 1977, Caucete fue asolada por un terremoto que dejó un saldo de 65 víctima fatales, y un porcentaje importante de daños materiales en edificaciones.
El Día de la Defensa Civil fue asignado por un decreto recordando el sismo que destruyó la ciudad de Caucete el 23 de noviembre de 1977.
- Escala de Richter: 7,4
- 65 víctimas mortales
- 284 víctimas heridas
- más de 40.000 víctimas sin hogar. No quedaron registros de fallas en tierra, y lo más notable efecto del terremoto fue la extensa área de licuefacción (posiblemente miles de km²).

El efecto más dramático de la licuefacción se observó en la ciudad, a 70 km del epicentro: se vieron grandes cantidades de arena en las fisuras de hasta 1 m de ancho y más de 2 m de profundidad. En algunas de las casas sobre esas fisuras, el terreno quedó cubierto de más de 1 m de arena.

### Sismicidad
La sismicidad del área de Cuyo (centro oeste de Argentina) es frecuente y de intensidad baja, y con un silencio sísmico de terremotos medios a graves cada 20 años.

### Sismo de 1861
Aunque dicha actividad geológica ocurre desde épocas prehistóricas, el terremoto del 20 de marzo de 1861 señaló un hito importante dentro de la historia de eventos sísmicos argentinos ya que fue el más fuerte registrado y documentado en el país. A partir del mismo la política de los sucesivos gobiernos mendocinos y municipales han ido extremando cuidados y restringiendo los códigos de construcción. Pero solo con el terremoto de San Juan de 1944 del 15 de enero de 1944 (81 años) el Estado sanjuanino tomó cuenta de la gravedad sísmica de la región.